# Timo Berndt
Timo Berndt (* 1967) ist ein deutscher Drehbuchautor.

## Leben
Nach einigen Jahren Berichterstattung für regionales Fernsehen wechselte Timo Berndt Mitte der 1990er Jahre in das fiktionale Fach. Sein Debüt als Drehbuchautor gab er in Peter Timms Kinofilm Dumm gelaufen. Er war bisher noch an zwei weiteren Kinoproduktionen beteiligt, Der Clown – Tag der Vergeltung von Sebastian Vigg (2005) und Max Schmeling von Uwe Boll (2010). Hauptsächlich schreibt er aber Drehbücher für Fernsehfilme, -reihen und -serien für die privaten und öffentlich-rechtlichen Sender.
Timo Berndt lebt heute in Norddeutschland.

## Filmografie (Auswahl)
- 1997: Dumm gelaufen
- 1998: Ferkel Fritz
- 1998: Das Finale
- 1998: Die Schläfer
- 1999: Der Erlkönig – Auf der Jagd nach dem Auto von morgen
- 1999: Gefangen im Jemen
- 1999: Antrag vom Ex
- 1999: Biikenbrennen – Der Fluch des Meeres
- 1999: Die Handschrift des Mörders
- 1999: Ein Mann wie eine Waffe
- 1999: Die Jagd nach dem Tod
- 2000: Der Mörder in dir
- 2000: Falsche Liebe – Die Internetfalle
- 2000: Gesteinigt – Der Tod der Luxuslady
- 2001: Entscheidung im Eis
- 2002: Rungholt
- 2002: Tödliches Vertrauen
- 2002: Geliebte Diebin
- 2003: Wilde Engel (Fernsehserie, 4 Folgen)
- 2003: Mädchen, böses Mädchen
- 2005: Der Clown – Tag der Vergeltung
- 2005–2015: Wilsberg (Fernsehreihe)
  - 2005: Ausgegraben
  - 2007: Unter Anklage
  - 2008: Royal Flush
  - 2010: Bullenball
  - 2012: Die Bielefeld-Verschwörung
  - 2015: 48 Stunden
- 2005: Mörder in Weiß – Der Tod lauert im OP
- 2006: Es war Mord und ein Dorf schweigt
- 2007: Tarragona – Ein Paradies in Flammen (TV-Zweiteiler)
- 2007: Unter Mordverdacht – Ich kämpfe um uns
- 2007: Vermisst – Liebe kann tödlich sein
- 2008: Bis dass der Tod uns scheidet
- 2008: Der Bibelcode (Fernsehzweiteiler)
- 2009–2016: Die Bergretter (Fernsehserie, 22 Folgen)
- 2010: Max Schmeling
- 2010: Meine wunderbare Familie (Fernsehserie, Folge Unter anderen Umständen)
- 2010: Westflug
- 2011: Beate Uhse – Das Recht auf Liebe
- 2011: Ein Schatz fürs Leben
- 2012: online – meine Tochter in Gefahr
- 2012–2015: Katie Fforde (Fernsehreihe, 6 Folgen)
  - 2014: An deiner Seite
- 2012–2015: Johanna / Jana und der Buschpilot (Fernsehserie, 7 Folgen)
- 2013: Der Bergdoktor – Virus
- 2013–2016: Die Chefin (Fernsehserie, 7 Folgen)
- seit 2013: Ein starkes Team (Fernsehreihe)
  - 2013:  Die Frau des Freundes
  - 2016: Geplatzte Träume
  - 2017: Tod und Liebe
  - 2018: Tod einer Studentin
  - 2019: Tödliche Seilschaften
  - 2021: Man lebt nur zweimal
  - 2022:  Die letzte Runde
  - 2022:  Schulzeit
  - 2023:  Jemma
- 2014: Die Legende der Maske
- 2016: Der Staatsanwalt (Fernsehserie, Folge Verfahrensfehler)
- seit 2016: Die Toten vom Bodensee (Fernsehreihe) → siehe Episodenliste
- seit 2016: Friesland (Fernsehreihe)
  - 2016: Klootschießen
  - 2017: Irrfeuer
  - 2017: Krabbenkrieg
  - 2018: Schmutzige Deals
- seit 2017: Marie Brand (Fernsehreihe) 
  - 2017: Marie Brand und der Liebesmord
  - 2019: Marie Brand und das Spiel mit dem Glück
  - 2020: Marie Brand und die falschen Freunde
  - 2021: Marie Brand und der Tote im Trikot
  - 2022: Marie Brand und der entsorgte Mann
- seit 2018: Sarah Kohr (Fernsehreihe) → siehe Episodenliste
- seit 2021: Der Dänemark-Krimi (Fernsehreihe)
  - 2021:  Rauhnächte
  - 2023:  Blutlinie
- 2022: Einsatz in den Alpen – Der Armbrustkiller (Fernsehfilm)

## Auszeichnungen
- 2001: Nominierung für den Deutschen Drehbuchpreis für Rungholt[1]